# Понхван (станция метро)

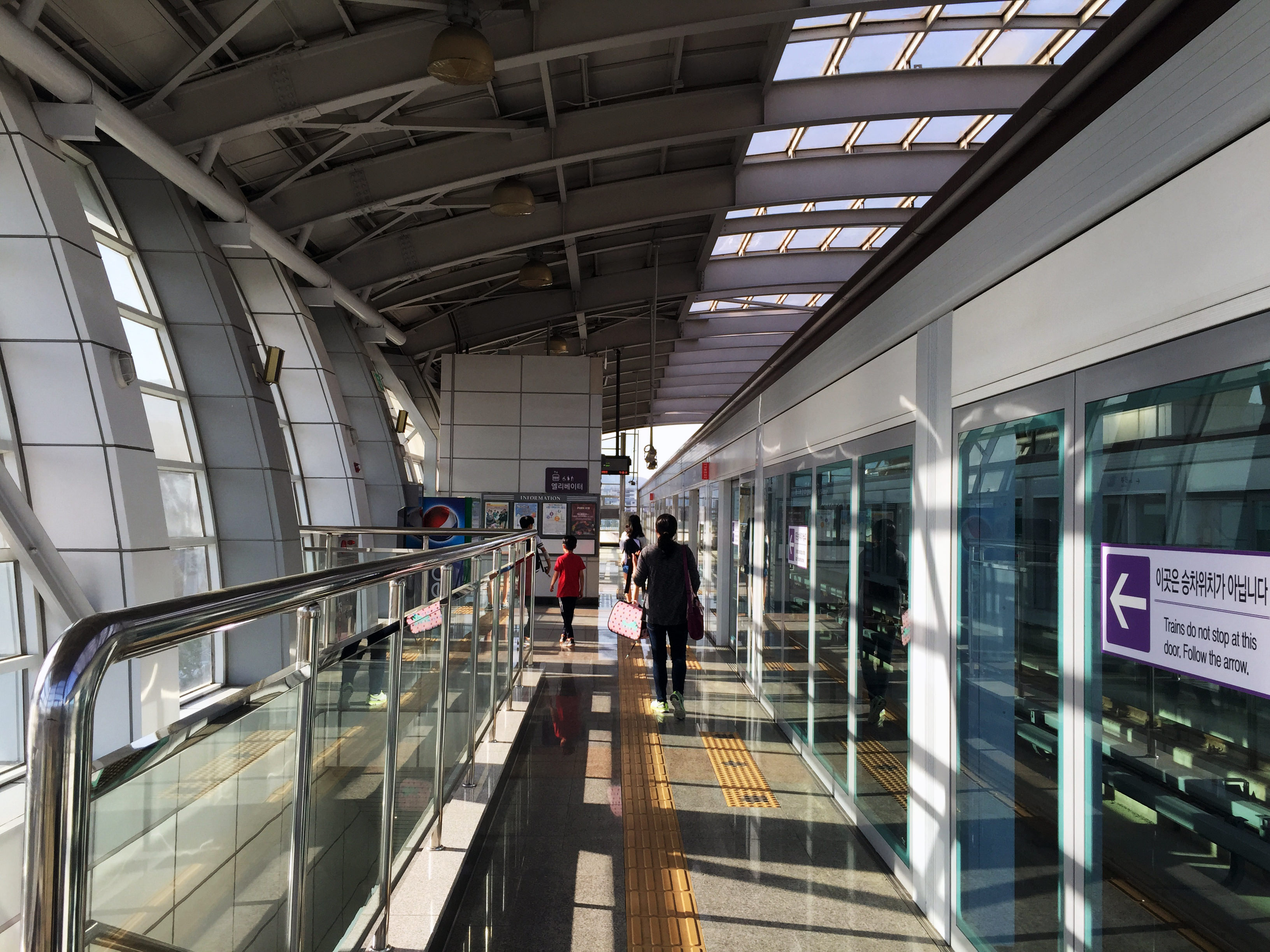
Платформа станции

«Понхван» (кор. 봉황) — эстакадная станция Пусанского метро на линии Пусан — Кимхэ. Она представлена двумя боковыми платформами. Станция обслуживается АО «Легкорельсовый транспорт Пусан — Кимхэ». Расположена в квартале Понхван-дон города Кимхэ провинции Кёнсан-Намдо (Республика Корея). На станции установлены платформенные раздвижные двери.
Станция была открыта 16 сентября 2011 года.
Открытие станции было совмещено с открытием всей линии Пусан — Кимхэ, длиной 23,9 км, и еще 20 станций.
Рядом с станцией расположены:
- Исторические места в Понхван-доне
- Парк Наби
- Мост Чонха
- ТЦ «EN Land»